# Karel Bacílek (student)
Karel Bacílek (25. března 1920, Zdice – 24. května 1949, Věznice Pankrác, Praha) byl vyučený číšník a po druhé světové válce student Právnické fakulty Univerzity Karlovy v Praze. Jako příslušník fiktivní protikomunistické odbojové skupiny Pravda zvítězí byl v prosinci 1948 zatčen a na základě vynuceného doznání ve vykonstruovaném procesu odsouzen k trestu smrti a ve svých 29 letech popraven.

## Život

### Rodina, studia
Karel Bacílek se narodil 25. března 1920 ve Zdicích, ale rodina se v roce 1936 přestěhovala do Prahy. Otec Karla Bacílka (jmenoval se také Karel) tady získali do nájmu restauraci U zlaté Prahy na Žižkově, kterou provozoval až do roku 1946. Kvůli nemoci musel svoji živnost opustit a restauraci předat. Karlův otec byl řadovým členem sociální demokracie; Karlova matka byla ženou v domácnosti.
Po absolvování obecné školy pokračoval Karel ve středoškolském studiu na reálném gymnáziu v Berouně. Maturitní zkoušku složil ale až v roce 1941 na gymnáziu v Praze. Vyučil se číšníkem a až do roku 1945 vykonával tuto profesi v restauraci u svého otce na Žižkově.

### Protektorát
Během doby, kdy byly zavřeny vysoké školy, pracoval Karel Bacílek mladší v restauraci U zlaté Prahy, kam zavítali občas parašutisté a po krátký čas zde byla ukrývána i část jejich výsadkového materiálu. S parašutisty se ale nejvíce stýkal odbojář Jan Zelenka-Hajský. S jeho synem Janem Radovanem Milíčem Zelenkou (* 12. srpna 1923) se nejspíše znali jak Karel Bacílek mladší, tak i Bacílkova sestra Danuše. Po zradě Karla Čurdy byl Jan Zelenka-Hajský prozrazen a při pokusu gestapa jej zatknout 17. června 1942 v jeho pražském bytě v Biskupcově ulici 4 spáchal sebevraždu spolknutím kapsle kyanidu draselného. Jeho syn se ten samý den také otrávil. Po této tragédii u Zelenků byl Karel Bacílek se svojí sestrou Danuší ještě v červnu 1942 zatčen pražským gestapem. Oba sourozenci byli odvezeni na řídicí ústřednu gestapa do Petschkova paláce. Při výsleších se gestapo zajímalo o jejich kontakty s Milíčem Zelenkou, nějakou dobu byli vězněni ve věznici na Pankráci, ale po několika dnech byli pro nedostatek důkazů oba propuštěni.

### Po druhé světové válce
Po skončení druhé světové války se zapsal od podzimu 1945 k vysokoškolskému studiu na Právnickou fakultu Univerzity Karlovy v Praze. Zájem o vnitřní politiku jej přivedl do řad členů Československé strany (národně) socialistické, kde setrval i po únoru 1948. Obdobně jako jeho otec i Karel Bacílek mladší nelibě nesl nastupující komunistickou totalitu a pošlapávání masarykovských demokratických tradic v Československu.

### Protikomunistický odboj
Karel Bacílek starší se s podplukovníkem ve výslužbě Josefem Hruškou setkal v dubnu 1948 v pražské restauraci Václava Tichého v Benediktské ulici. Hruška se Bacílkovi staršímu jevil jako osoba odhodlaná ilegálně pracovat proti komunistickému totalitnímu režimu a následně Bacílek Hrušku pozval k sobě domů, kde se s Hruškou seznámil i Bacílkův syn.
Žádný z Bacílků ale netušil, že Hruška není žádný skutečný odbojář, ale že je ve skutečnosti agentem Vojenského obranného zpravodajství (OBZ), jehož řídícím orgánem byl plukovník Richard Mysík z obávaného Reicinova 5. oddělení hlavního štábu. (OBZ podléhalo prostřednictvím KSČ sovětské tajné službě NKVD.) Podplukovník Josef Hruška měl sehrát roli volavky tak, že nejprve vyprovokuje opoziční protikomunistické elementy k fiktivní akci, na jejímž podkladě je bude možné pozatýkat, obvinit, usvědčit a nakonec zlikvidovat. Hruška přesvědčil oba Bacílky, aby ve svém okolí kontaktovali obdobně protikomunisticky smýšlející osoby (nebo již fungující ilegální podvratné skupiny) za účelem shromažďování „zpravodajsky cenných“ informací. Tak se také Karel Bacílek mladší seznámil se svým spolužákem – studentem práv Borisem Kovaříčkem. Ten v té tobě již vedl skutečnou ilegální skupinu Šeřík. Důvěřivý Kovaříček připojil svoji skupinu k nově se rodící Hruškově „rozvětvené odbojové skupině“.
Postupem doby se podplukovník Josef Hruška (s plným vědomím svých nadřízených) ocitl v čele rozvětvené volavčí odbojové protikomunistické organizace Pravda zvítězí (PZ), jejímž cílem měl být ozbrojený puč v únoru 1949. Jen neuvážené mládí mohlo být omluvou, že idealističtí mladíci neprohlédli včas nereálnost celé připravované akce. Hruška se pasoval do role „vojenského odborníka“, sliboval zajištění zbraní z vlastních zdrojů a ostatní členy ilegální struktury od nelegálního opatřování zbraní odrazoval.
Během této několik měsíců trvající „zpravodajské provokační (kamuflážní) hry“ se do odbojové činnosti postupně zapojovaly nejen další osoby, ale i celé další skupiny. Jednu z nich řídil agent StB Václav Chalupa, pod krycím označením „major Král“. Josef Hruška měl za úkol také navázat styky se špičkami zahraniční emigrace. To byl také důvod, proč byl Karel Bacílek mladší (s Hruškovo vědomím) ilegálně vyslán 7. prosince 1948 mimo Československo a sice do Američany okupované části Německa. S kým zde jednal a zda nešlo též o provokaci ale není úplně jasné. Nicméně Bacílkův zahraniční „výlet“ nepřinesl žádné hmatatelné výsledky.
I když v ilegální volavčí síti uvízlo dostatečné množství „ryb“, OBZ čekalo na „velkou rybu“. Tou se stal generál ve výslužbě Karel Kutlvašr, který se dostavil na jednu konspirační schůzku s Josefem Hruškou do bytu jednoho ze členů skupiny. (Kutlvašr byl odeslán v červnu 1948 do výslužby.) Ačkoliv generál Kutlvašr na schůzce nic nepřislíbil, byla to ona „velká ryba“ a dobrá záminka, jak si s bývalým vojenským velitelem Pražského povstání a nenáviděným důstojníkem konečně a definitivně „vyřídit staré účty“.

### Zátah volavčí sítě
Konec prosince roku 1948 znamenal pro protikomunistické odbojáře uvízlé v Hruškově volavčí síti procitnutí ve formě rozsáhlého zatýkání, které zahrnulo asi dvě stě lidí, mezi nimiž byl i generál Karel Kutlvašr. Karel Bacílek mladší byl zatčen pracovníky StB 17. prosince 1948 ve 22.15. Během následných zostřených (brutálních) výslechů byl přinucen doznat účast na protistátní činnosti.
Zatčené osoby (vytěžené ze zátahu v Hruškově volavčí síti) byly rozděleny do několika menších skupin, ale soudu bylo předáno jen několik z nich. Osoby v těchto skupinách byly žalovány a souzeny samostatně a hlavou jedné takovéto buňky se stal i Karel Bacílek starší. Karel Bacílek starší byl souzen jako údajný vedoucí jedné skupiny; v červnu 1949 byl odsouzen na 25 let odnětí svobody.
Karel Kutlvašr byl zatčen 18. prosince 1948 a ve stejný den byl zatčen i provokatér Josef Hruška. A tak zatímco Hruška doufal v tučnou odměnu, netušil, že pro OBZ se mezitím stal osobou nepohodlnou (mohl při soudním procesu prozradit pozadí celé volavčí akce). Marně se při výsleších a mučení ve vojenské věznici na Hradčanech (v tzv. „Domečku“) zaštiťoval jménem svého řídícího důstojníka plukovníka Richarda Mysíka. (Mysík doufal, že Hruška hradčanské výslechy nakonec nepřežije, ale opak byl pravdou.) Provokatér Josef Hruška pod nátlakem musel podepsat doznání, že s OBZ hrál dvojí hru a že OBZ ve finále „zradil“.

### Štáb ilegální organizace
Jednou z takovýchto skupin osob byla i ta, kam vyšetřovatelé zařadili Karla Bacílka mladšího, Borise Kovaříčka a podplukovníka Josefa Hrušku (toho se vyšetřovatelé a jeho nadřízení nakonec rozhodli v soudní mašinérii také „semlít“). Jednalo se o skupinu 13 osob a tato skupina byla označována za tzv. štáb ilegální odbojové organizace Pravda zvítězí.  Do čela této vykonstruované protistátní skupiny byl vyšetřovateli dosazen generál Karel Kutlvašr. Skupina souzených a obžalovaných obsahovala pět studentů (Karel Bacílek mladší, Ladislav Strejc, Jan Morava, Boris Kovaříček, Miroslav Gregar); čtyři vojáky ve výslužbě (generál Karel Kutlvašr, podplukovník Josef Hruška, štábní kapitán ve výslužbě Ervín Novotný, podplukovník ve výslužbě Jaroslav Nedbálek) jednoho učitele základní odborné školy (Josef Slanina); dále pak pekařského mistra (Zdeněk Loch), ženu v domácnosti organizující přechody do zahraničí (Josefa Straširybková) a nakonec slovenského úředníka (Josef Demeter).

### Hlavní líčení
Ve dnech 12. až 16. května 1949 proběhlo hlavní líčení této 13členné „odbojové skupiny“ před senátem Státního soudu v Praze na Pankráci. Líčení předsedal plukovník justiční služby Dr. Jan Metlička; prokurátorem byl generál justiční služby Jan Vaněk. Souzená „třináctka“ byla obviněna ze zločinu velezrady (§ 1 zákona číslo 231/1948 Sbírky) a 4 z nich navíc i z vyzvědačství (§ 5 zákona číslo 231/1948 Sbírky). Celé líčení bylo s vyloučením veřejnosti (příbuzní a přátelé se mohli zúčastnit jen závěrečného vynesení rozsudku). Rozsudky byly rychlé a kruté. Karel Bacílek mladší byl odsouzen za velezradu a vyzvědačství k trestu smrti, ke ztrátě čestných práv občanských a ke konfiskaci celého jmění. Stejně dopadl i student Boris Kovaříček a agent provokatér Josef Hruška; generál Karel Kutlvašr byl odsouzen na doživotí.

### Poprava
Odvolání odsouzených zamítl v jejich nepřítomnosti Nejvyšší soud v Brně dne 23. května 1949. Žádosti o milost (jako poslední možnou naději) prezident Klement Gottwald (obdobně jako v případě mnoha následujících justičních vražd) neakceptoval. Karel Bacílek mladší spolu s ostatními (Boris Kovaříček, Josef Hruška) byl popraven na dvoře pankrácké věznice 24. května 1949 v 5.30 ráno.
Po popravě bylo jeho tělo předáno do Ústavu pro soudní lékařství Karlovy univerzity v Praze. Jeho jméno je uvedeno na symbolickém hrobě v přibližných místech šachtového hrobu na pražském Ďáblickém hřbitově, kde se dnes (rok 2022) nachází Památník obětem komunistického režimu - součástí Čestného pohřebiště popravených a umučených obětí komunismu v 50. letech 20. století (zřízen v 90. letech 20. století). Jeho jméno je také uvedeno na náhrobku rodinného hrobu na pražských Olšanech.

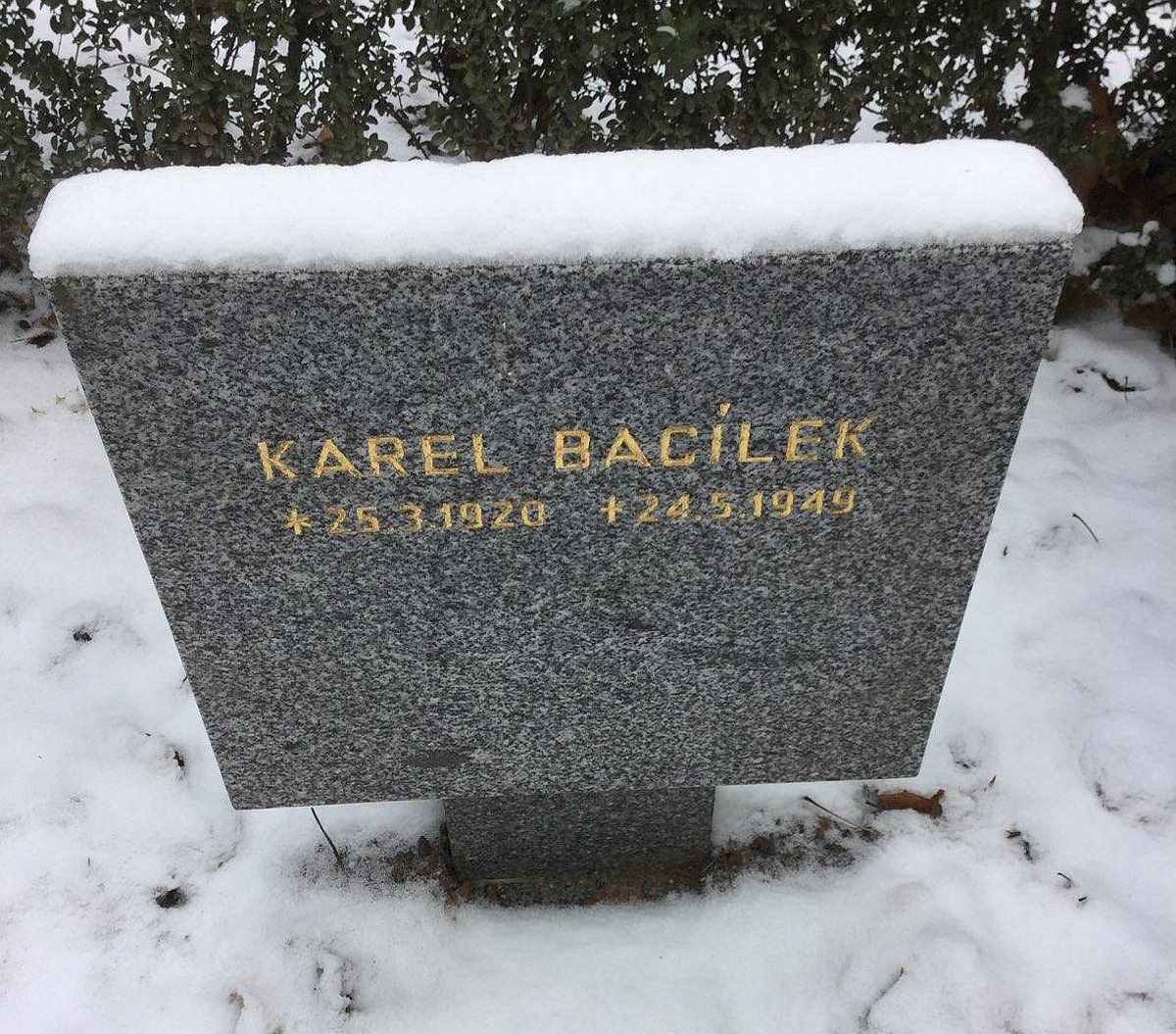
Symbolický hrob na Ďáblickém hřbitově v Praze
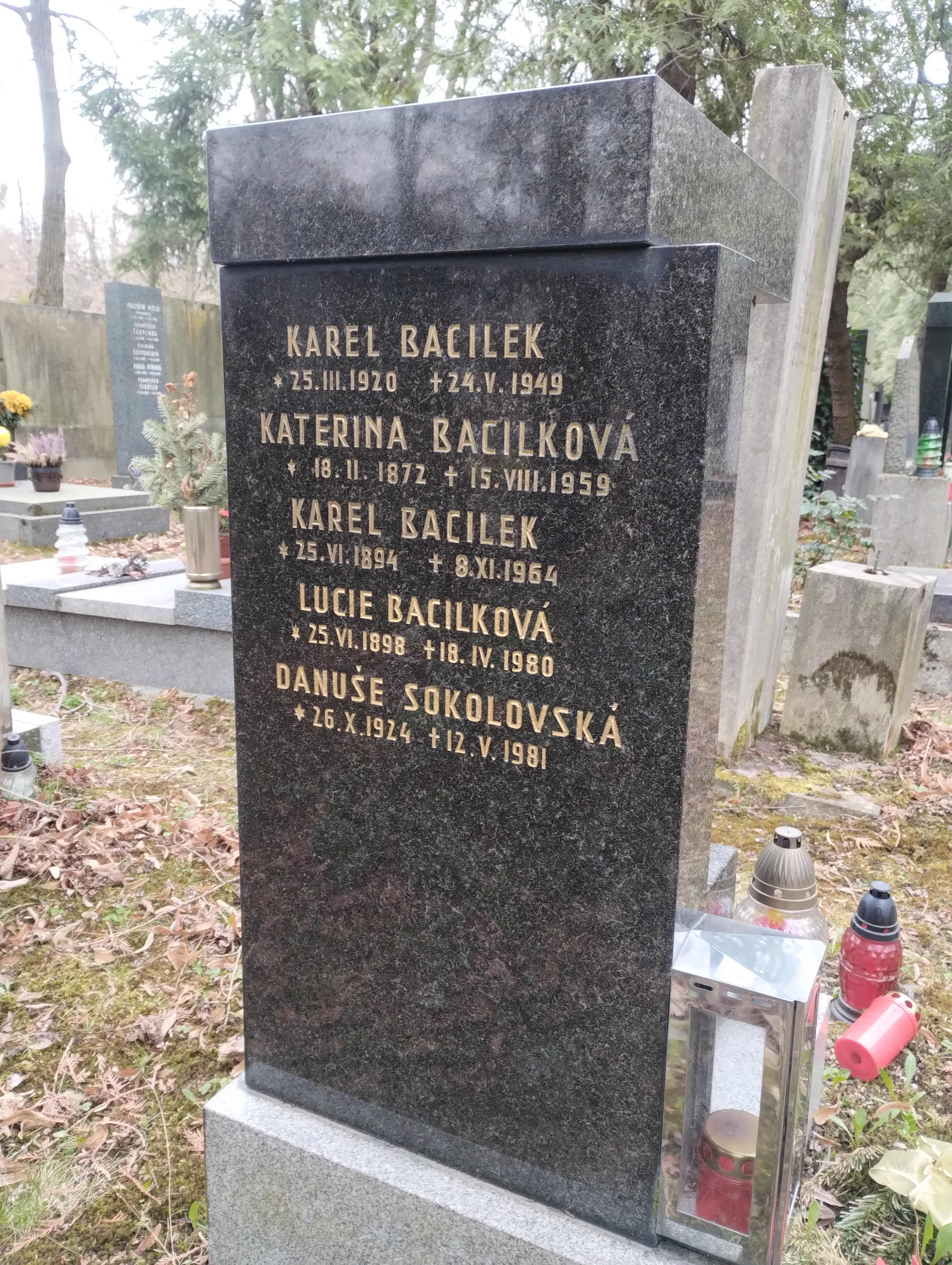
Rodinný hrob na Olšanských hřbitovech I, část: 1ob, oddělení: 9, číslo hrobu: 183uh

## Připomínky

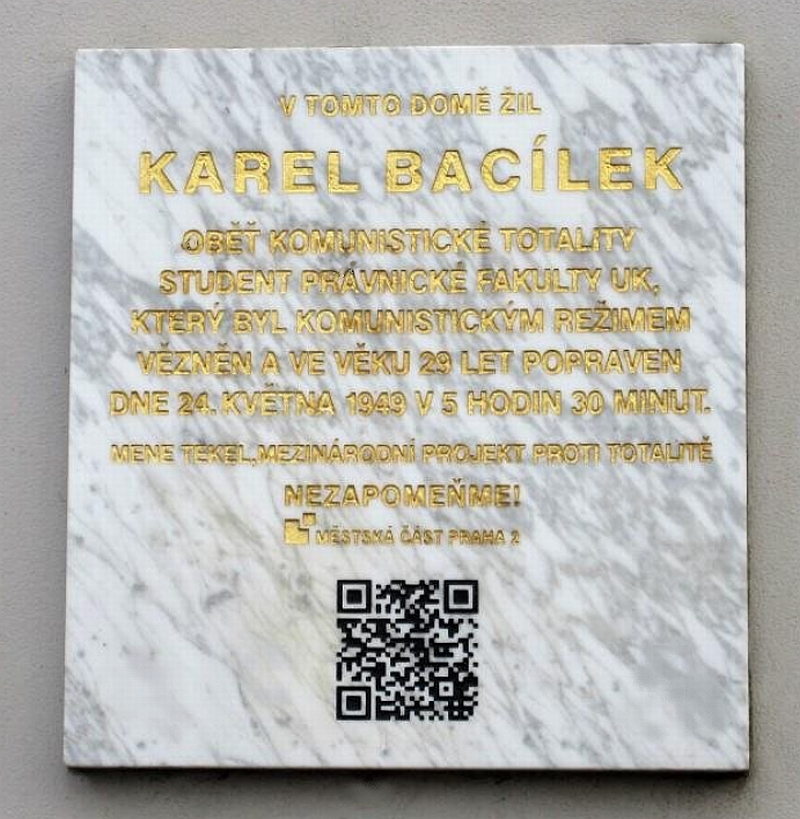
Pamětní deska na rohovém domě viditelná z Rašínova nábřeží

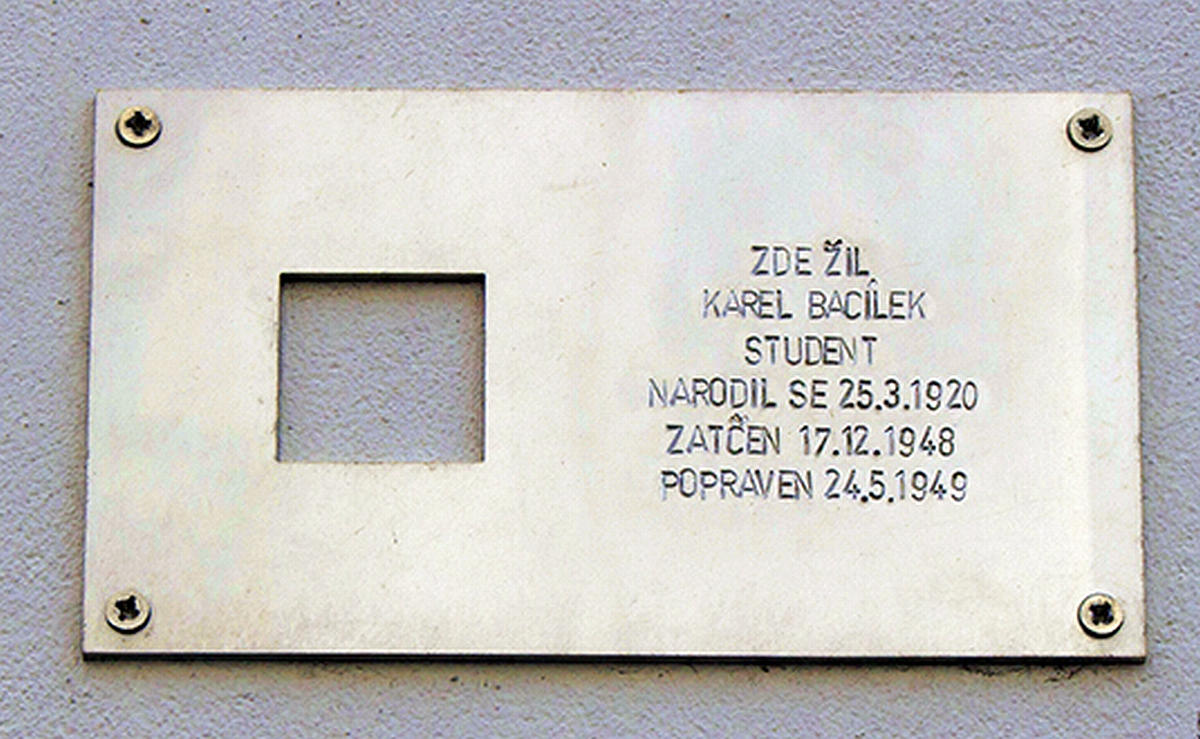
Pamětní deska na rohovém domě viditelná z Trojické ulice

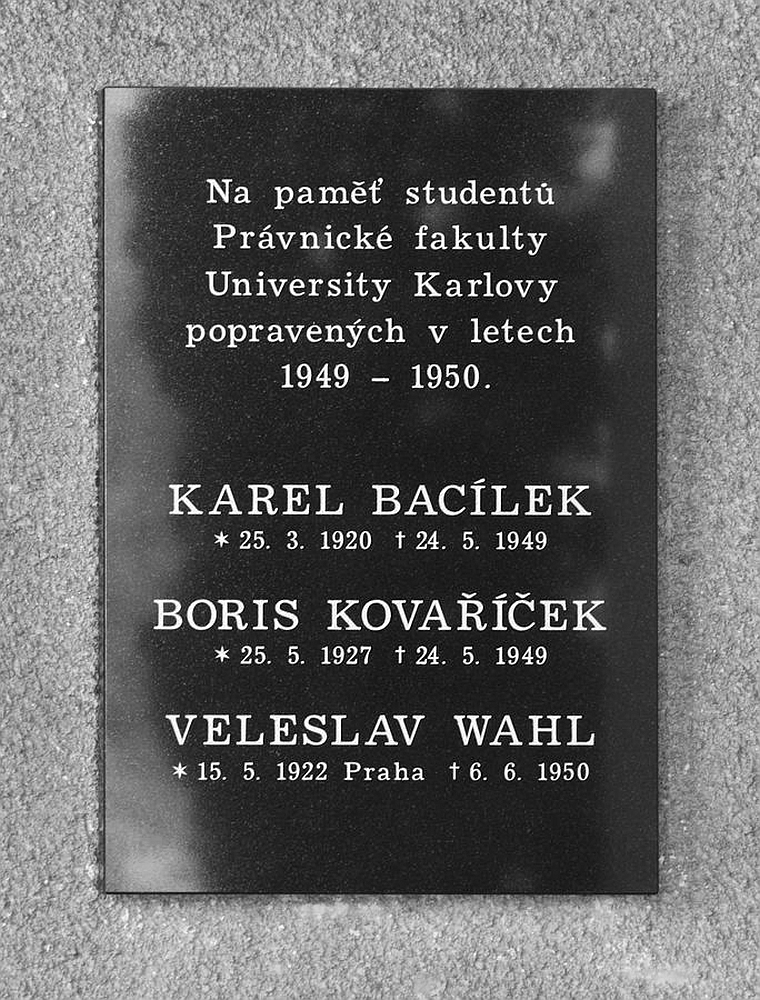
Pamětní deska na budově Právnické fakulty UK v Praze

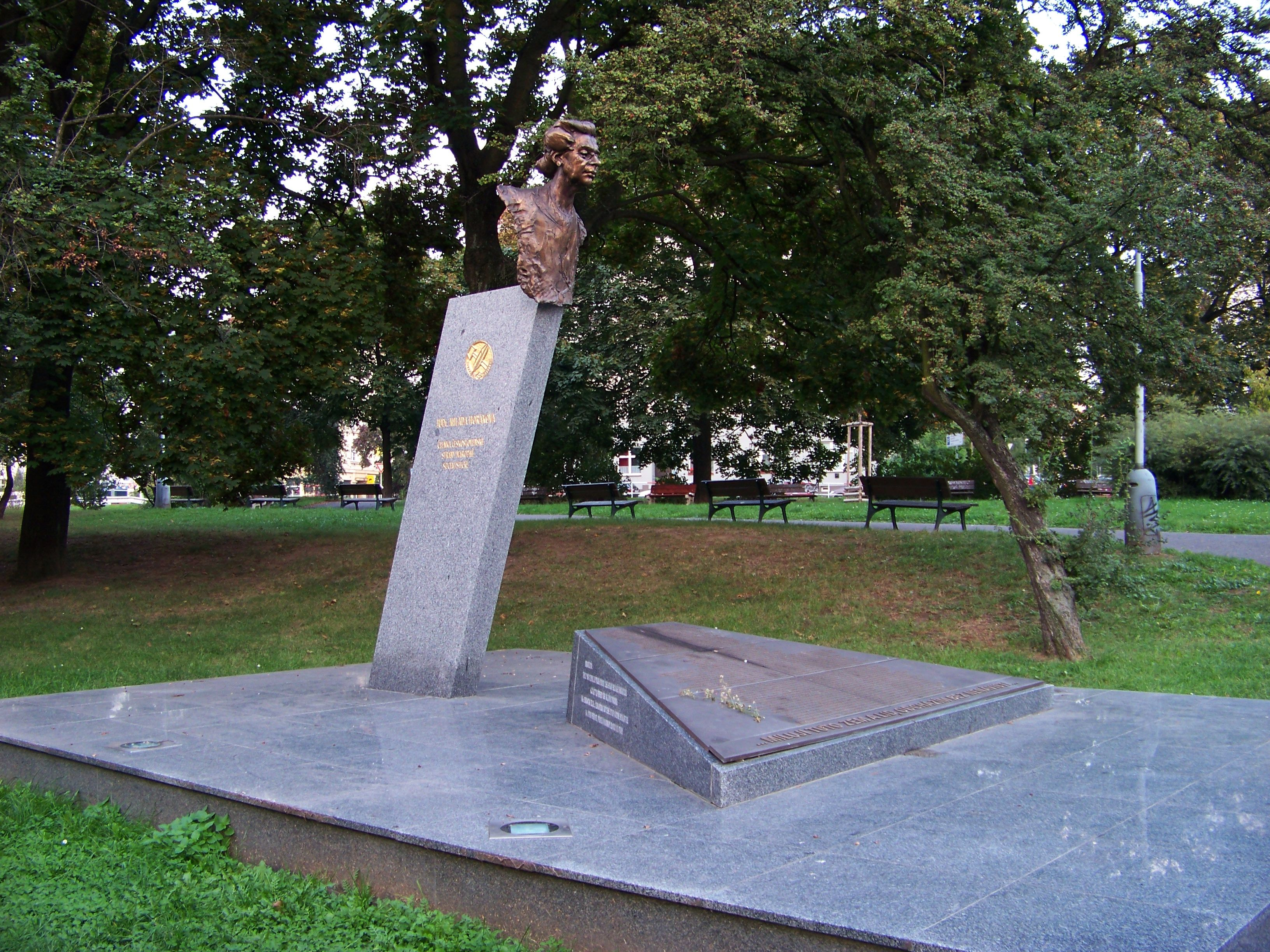
Celkový pohled na památník obětem komunistického režimu na náměstí Hrdinů v Praze

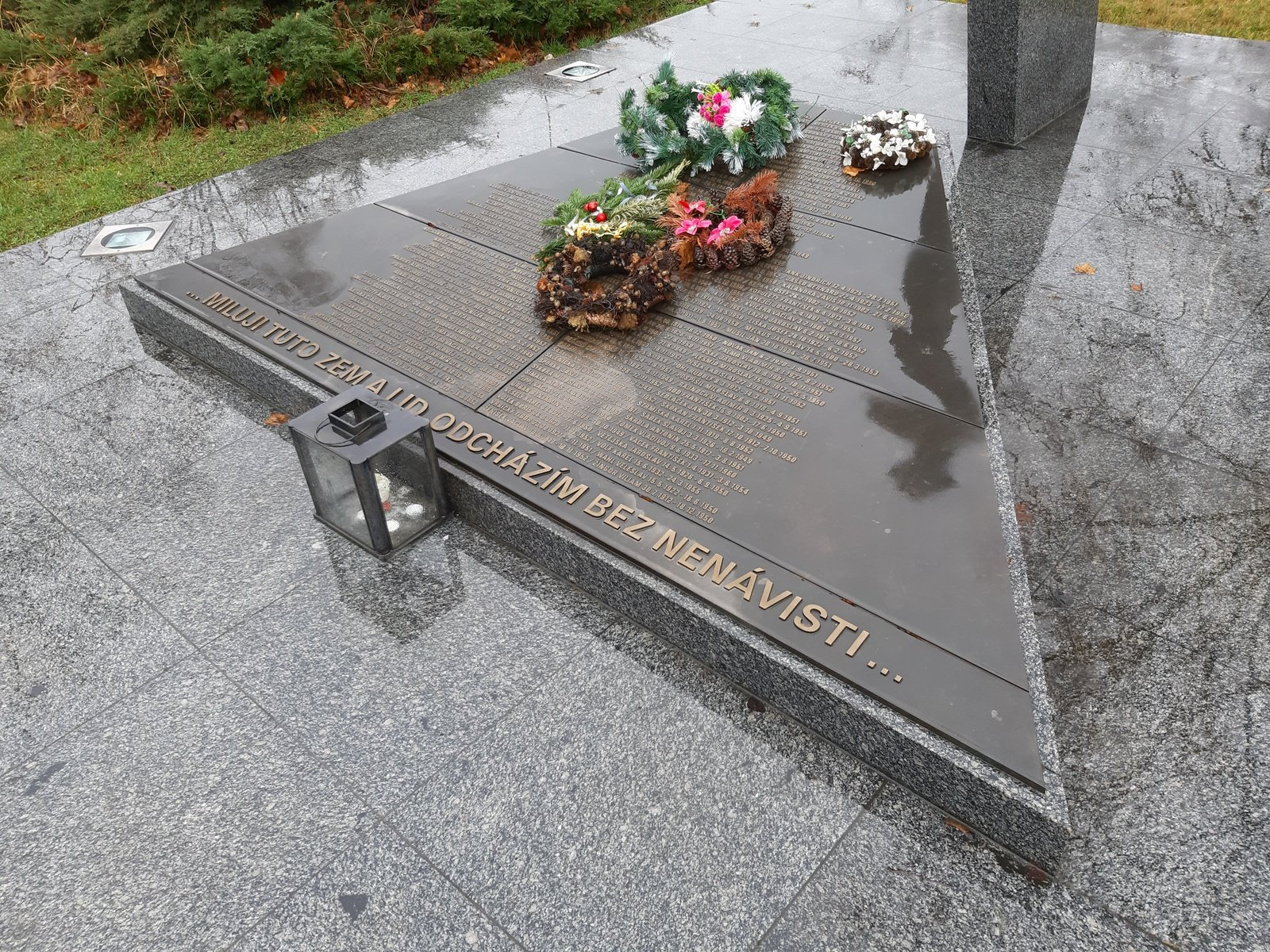
Soupis jmen 234 obětí komunismu na památníku na náměstí Hrdinů v Praze

- 1966: Rozhodnutím Městského soudu v Praze ze 4. dubna 1966 byl posmrtně rehabilitován Josef Hruška.[8]

- 1968: Na základě Zákona číslo 82/1968 Sbírky („O soudní rehabilitaci“)[13] byli v době Pražského jara 1968 in memoriam soudně rehabilitováni jak Karel Bacílek mladší, tak i Boris Kovaříček.[14][8]

- 1991: Ve Velké aule Karolina měl být 3. července 1991 slavnostně předán rehabilitační akademický titul „Doktor“. Diplom podepsaný děkanem Právnické fakulty doc. JUDr. Valentinem Urfusem a místopředsedou rehabilitační komise doc. JUDr. Vojtěchem Štíchou, CSc. ale nebylo komu předat, neboť se (až do roku 1999) nedostavil žádný blízký příbuzný.[14]

- 1995: Před aulou vpravo v přízemí Právnické fakulty UK v Praze (na adrese: náměstí Curieových 901/7, 110 00 Praha 1 – Staré Město; GPS souřadnice: 50°5'30.220"N, 14°25'3.570"E) byla v roce 1995 slavnostně odhalena (spolkem českých právníků Všehrd) pamětní deska věnovaná památce právníků a studentů práv, kteří trpěli a umírali v dobách nesvobody při zápasu o prosazování práva a spravedlnosti.[15] Na desce je nápis:[15]

NA PAMÁTKU PRÁVNÍKŮ / A STUDENTŮ PRÁV, / KTEŘÍ TRPĚLI / A UMÍRALI V DOBÁCH / ZÁPASU O PRÁVO / A SPRAVEDLNOST. / VĚNUJE VŠEHRD / 8. KVĚTNA 1995 //
Text na pamětní desce (budova Právnické fakulty UK v Praze), 
- 1998: Spolek českých právníků Všehrd a Randův fond udělily in memoriam JUC. Karlu Bacílkovi dne 17. listopadu 1998 KŘÍŽ SEMPER FIDELIS. Tento kříž byl udělen „za věrnost právu, spravedlnosti, demokracii a zcela mimořádnou statečnost“.[8] (Diplom nese podpis starosty Všehrdu Prof. Dr. Dr.h.c. Jana S. Kruliše-Randy.)[14]

- 1999: Poslanec Mgr. Marek Benda podal návrh, aby ke dni 28. října 1999 bylo uděleno státní vyznamenání (Řád Bílého lva III. třídy) Karlu Bacílkovi mladšímu a Borisi Kovaříčkovi.[14] Návrh nedošel naplnění.[14]

- 2002: Na návrh poslance Mgr. Marka Bendy udělil prezident republiky v roce 2002 Borisi Kovaříčkovi Medaili za hrdinství.[8]

- 2009: Dne 7. dubna 2009 byly uděleny zlaté pamětní medaile Univerzity Karlovy „za statečnost a věrnost spravedlnosti a demokracii“ in memoriam těmto studentům Právnické fakulty Univerzity Karlovy: Karlu Bacílovi mladšímu; Borisi Kovaříčkovi a Veleslavu Wahlovi.[14] Tito studenti byli za druhé světové válka aktivní v protiněmeckém odboji. Po únoru 1948 se stali studentskými oběťmi komunistických monstrprocesů.[14]

- 2009: V roce 2009 byla vnější fasádě v podloubí vlevo od vchodu do budovy Právnické fakulty UK v Praze (na adrese: náměstí Curieových 901/7, 110 00 Praha 1 – Staré Město; GPS souřadnice: 50°5'30.220"N, 14°25'3.570"E) slavnostně odhalena pamětní deska věnovaná trojici studentů, mezi nimiž je Karel Bacílek mladší.[15] Na desce je nápis:[15]

NA PAMĚŤ STUDENTŮ / PRÁVNICKÉ FAKULTY / UNIVERSITY KARLOVY / POPRAVENÝCH V LETECH / 1949–1950. / KAREL BACÍLEK / * 25. 3. 1920 † 24. 5. 1949 / BORIS KOVAŘÍČEK / * 25. 5. 1927 † 24. 5. 1949 / VELESLAV WAHL / * 15. 5. 1922 † 6. 6. 1950 //
Text na pamětní desce (na budově Právnické fakulty UK v Praze), 
- 2009: Dne 28. října 2009 byla v Praze 4 na náměstí Hrdinů u stanice metra Pražského povstání (před vrchním soudem a Vrchním stát. zastupitelstvím v Praze)[16] odhalena busta Milady Horákové na památníku obětem komunistického režimu. Pomník připomíná nejen Miladu Horákovu ale i dalšich 234 obětí komunismu. Autory žulového pomníku a bronzové busty jsou architekt Jiří Lasovský a akademický sochař Milan Knobloch. Dalšími realizátory díla byli: akademický sochař Jan Bartoš; akademický sochař Ctibor Havelka a Ing. architekt Jiří Kantůrek.[17] Pomník vznikl za výrazné podpory České strany sociálně demokratické. Mezi jmény obětí komunismu jsou uvedena i následující: BACÍLEK KAREL 25.3.1920 - 24.5.1949 a KOVAŘÍČEK BORIS 21.5.1927 - 24.5.1949.[17]

- 2014: Studenta Karla Bacílka a jeho smrt připomíná „klasická“ kamenná pamětní deska na rohovém domě, kde bydlel (na adrese: Trojická 387/2, Nové Město, 128 00 Praha 2[2])[18] Pamětní deska se nachází na obvodové zdi domu; je viditelná z Rašínova nábřeží a byla odhalena 27. května 2014. Vznikla ze společné iniciativy mezinárodního projektu proti totalitě Mene Tekel, Konfederace politických vězňů, Pražského akademického klubu 48 a městské části Praha 2.[10] Na desce je zlatými písmeny nápis:

 V TOMTO DOMĚ ŽIL / KAREL BACÍLEK / OBĚŤ KOMUNISTICKÉ TOTALITY / STUDENT PRÁVNICKÉ FAKULTY UK, / KTERÝ BYL KOMUNISTICKÝM REŽIMEM / VĚZNĚN A VE VĚKU 29 LET POPRAVEN / DNE 24. KVĚTNA 1949 V 5 HODIN 30 MINUT. / MENE TEKEL, MEZINÁRODNÍ PROJEKT PROTI TOTALITĚ / NEZAPOMEŇME! / MĚSTSKÁ ČÁST PRAHA 2 //
Text na pamětní desce, 
- 2017: Dne 27. června 2017 byla odhalena (na adrese: Trojická 387/2, 128 00 Praha 2 – Nové Město; GPS souřadnice: 50°4'13.897"N, 14°24'53.127"E) „moderní“ kovová pamětní deska věnovaná studentu Karlu Bacílkovi. Deska je umístěna vpravo od vchodu do rohového domu; je viditelná z ulice Trojická. Jednalo se o projekt Poslední adresa do České republiky, který inicioval ruský publicista Sergej Parchomenko s cílem připomínat konkrétní oběti, které zemřely v důsledku represí komunistických režimů.[19] Odhalení se zúčastnili zástupci českých paměťových institucí (Ústav pro studium totalitních režimů, Gulag.cz, Političtí vězni.cz a Memorial Česká republika). Výtvarné zpracování pamětní desky – architekt a výtvarník Alexandr Brodskij.[19] Na desce je nápis:

ZDE ŽIL / KAREL BACÍLEK / STUDENT / NARODIL SE 25. 3. 1920 / ZATČEN 17. 12. 1948 / POPRAVEN 24. 5. 1949 //
Text na pamětní desce,